# Japan Advanced Semiconductor Manufacturing
Japan Advanced Semiconductor Manufacturing Co., Ltd. (JASM) és propietat majoritària de TSMC (Taiwan Semiconductor Manufacturing Co., Ltd.), l'empresa de fabricació de semiconductors per contracte més gran del món (foneria). És una empresa subsidiària de la qual Sony Semiconductor Solutions i Denso participen com a accionistes minoritaris.

## Visió general
És una empresa fundada el desembre de 2021 i amb seu a Kikuyo-cho, Kikuchi -gun, prefectura de Kumamoto.
La fàbrica es construirà l'abril de 2022 a Kikuyo-cho, Kikuchi-gun, i tindrà una capacitat de producció mensual de 55.000 hòsties de 12 polzades a partir del 2024 utilitzant el procés FinFET de 12/16 nm i la tecnologia de procés de 22/28 nm. La companyia té previst traslladar la seva seu a la mateixa ubicació quan comenci la producció el 2024. S'espera que JASM creï ocupació per a aproximadament 1.700 persones qualificades en tecnologia d'avantguarda mitjançant l'establiment d'una fàbrica i altres instal·lacions. Al costat del lloc hi ha la seu de Sony Semiconductor Manufacturing i el Centre Tecnològic de Kumamoto. Sony té previst invertir 57.000 milions de iens a la fàbrica JASM i enviar 200 persones. Yoshihiro Yamaguchi, president de Sony Semiconductor Manufacturing, diu que tot i que hi ha una escassetat mundial de semiconductors, poder adquirir peces de semiconductors al costat és un gran avantatge. En col·laborar amb TSMC, que disposa de tecnologia d'avantguarda, Sony espera millorar les seves pròpies capacitats tecnològiques i desenvolupar els recursos humans en la indústria dels semiconductors.
El 2019, TSMC va establir el TSMC Japan Design Center per oferir serveis de disseny a clients globals, i el 3DIC Research and Development Center a la prefectura d'Ibaraki també treballa amb socis japonesos per ampliar les fronteres de la tecnologia d'embalatge avançada. No obstant això, JASM es posiciona com un nou capítol de la història de TSMC, que ha estat col·laborant amb l'ecosistema de semiconductors japonès durant molts anys des de la seva creació al Japó el 1997.
A més, per a la indústria japonesa de semiconductors, l'establiment de JASM i l'establiment d'una fàbrica són passos importants cap a la revitalització de la indústria dels semiconductors, i el govern japonès es compromet a establir aquesta fàbrica i a continuar amb la mateixa tendència. mesures de suport proactives Arxivat 2021-12-01 a Wayback Machine.. També s'espera que sigui un mitjà eficaç per satisfer la demanda global de components clau per tal de protegir indústries clau com ara els automòbils i els electrodomèstics. A més, en una entrevista amb l'Asahi Shimbun, el governador de la prefectura de Kumamoto, Ikuo Kabashima, va revelar la seva intenció de treballar amb el govern de la prefectura en qüestions com la garantia de recursos humans per donar suport a TSMC, afirmant: "Vull que Kumamoto tingui un paper en el desenvolupament de l'economia japonesa.'' Va dir.
En el moment de l'anunci de JASM el novembre de 2021, l'analista de Lightstream Research Mio Kato va dir a la firma d'investigació de mercat de Singapur SmartKarma: "Aquesta fàbrica ampliarà les capacitats de lògica avançada per a la indústria japonesa de semiconductors. "Això podria ser un desenvolupament positiu i conduir a relacions més sòlides amb clients japonesos com Sony i Renesas Electronics ". A més, un article a Weekly Diamond la va anomenar una "decisió innovadora que ajudarà a reviure la indústria japonesa de semiconductors".
A més, la prefectura de Kumamoto, on JASM està construint una fàbrica, té una història a la dècada de 1960 com a base per a les fàbriques d'hòsties de Mitsubishi Electric i NEC, fet que va fer que Kyushu es conegués com a Silicon Island. La prefectura de Kumamoto s'ha desenvolupat com el centre de la indústria de semiconductors del Japó, i encara avui, moltes de les empreses de semiconductors del Japó, com ara Mitsubishi Electric, Sony i Tokyo Electron, tenen la seu a la prefectura de Kumamoto. A més, l'aeroport de Kumamoto es troba a la ciutat de Mashiki, districte de Kamimashiki, prefectura de Kumamoto, que és una ciutat al costat de la ciutat de Kikuyo, prefectura de Kumamoto, on es troba JASM, i també està a prop del port de Kumamoto i el port de Yatsushiro, que ofereix un fàcil accés a Xina i altres països asiàtics.

## Història
- Desembre del 2021 (Reiwa 3) - JASM establert. Oficina central (oficina temporal) establerta a 1-3-8 Shimodori, Chuo-ku , ciutat de Kumamoto, prefectura de Kumamoto
- Abril del 2022 (Reiwa 4): comença la construcció d'una fàbrica a Kikuyo-cho, Kikuchi-gun, prefectura de Kumamoto
- 15 de setembre del 2023 (Reiwa 5): la seu de JASM es trasllada a 4106-1 Oaza Haramizu, Kikuyo-cho, Kikuchi-gun
- La producció començarà a finals del 2024 (prevista)